# Кастелмору
Кастелмору (фр. Castelmaurou) насеље је и општина у јужној Француској у региону Миди Пирене, у департману Горња Гарона која припада префектури Тулуз.
По подацима из 2011. године у општини је живело 3927 становника, а густина насељености је износила 234,17 становника/km². Општина се простире на површини од 16,77 km². Налази се на средњој надморској висини од 223 метара (максималној 231 m, а минималној 132 m).

## Демографија
| 1962. | 1968. | 1975. | 1982. | 1990. | 1999. | 2011. |
| ----- | ----- | ----- | ----- | ----- | ----- | ----- |
| 809   | 918   | 1.458 | 1.611 | 2.849 | 3.261 | 3.927 |

График промене броја становника у току последњих година